# 観法寺パーキングエリア
観法寺パーキングエリア（かんぽうじパーキングエリア）は、石川県金沢市の金沢東部環状道路（金沢外環状道路）の津幡（今町JCT）方面からのみ利用できるパーキングエリア。
開設当初はトイレの無いパーキングエリアであったが、後にトイレが追加設置された。これにより、のと里山海道の高松サービスエリアから先、地域高規格道路続きで、途中のインターチェンジで下車することなくトイレを利用できるようになった。

パーキングエリアに入るランプウェイの途中に、観法寺町周辺へ出入りできる簡易用の出入口がある。

なお、交通規制により鈴見（金沢森本IC）方面からは利用できない。

## 歴史
- 2004年（平成16年）3月20日：梅田IC - 金沢森本IC間供用開始とともに、パーキングエリア供用開始。
- 2007年（平成19年）3月：トイレおよび身体障害者用駐車スペース設置。

## 道路
- 国道159号金沢東部環状道路（月浦白尾インターチェンジ連絡道路（地域高規格道路））

## 施設

### 金沢森本IC方面
- 駐車場
  - 大型10台
  - 小型43台
- トイレ
  - 男性　大2（和式1・洋式1）・小5
  - 女性　5（和式3・洋式2）
  - 車椅子用　2
- 道路管理施設

## 隣
金沢外環状道路
梅田IC - 観法寺PA - 金沢森本IC

## その他
- もしもしピットにも指定されている。また、エリア内には当パーキングエリアの所在地と道路緊急ダイヤルなどが記された看板が設置されている。